# Янаки Щерьов
Янаки Щерьов или Янаки Стергиу е български революционер, деец на Върховния македоно-одрински комитет и на Вътрешната македоно-одринска революционна организация.

## Биография
Янаки Щерьов е роден през 1865 година в битолското влашко село Търново, тогава в Османската империя. Служи войник в българската армия, а през 1899-1900 година е служител на ВМОК в София. В началото на 1900 година е изпратен от Задграничното представителство на ВМОРО за битолски войвода, но през лятото е арестуван при разкритията на Попставревата афера. В показанията си пред съда твърди, че от 28 години живее в България, предимно в Бургас и се е върнал да види майка си.  Осъден е и лежи 3 години в Битолския затвор